# Echinops hystrichoides
Echinops hystrichoides là một loài thực vật có hoa trong họ Cúc. Loài này được Kit Tan mô tả khoa học đầu tiên năm 1995.